# Anna Karolína Schmiedlová
Anna Karolína Schmiedlová (født 13. september 1994 i Košice, Slovakiet) er en professionel tennisspiller fra Slovakiet.